# 5319 Petrovskaya
5319 Petrovskaya eller 1985 RK6 är en asteroid i huvudbältet som upptäcktes den 15 september 1985 av den rysk-sovjetiske astronomen Nikolaj Tjernych vid Krims astrofysiska observatorium på Krim. Den har fått sitt namn efter Margarita S. Petrovskaya.
Asteroiden har en diameter på ungefär 4 kilometer.